# Guillem de Rocafull
Guillem de Rocafull o Guillermo de Rocafull (Orihuela inicios del s. XVI – La Goleta (Túnez), 1571) fue un noble español del siglo XVI, miembro de la familia de Roquefeuil-Anduze. Fue Virrey de Mallorca, Caballero de la Orden de Calatrava, Comendador de Alcolea y Gobernador de Orihuela y Menorca.

## Familia

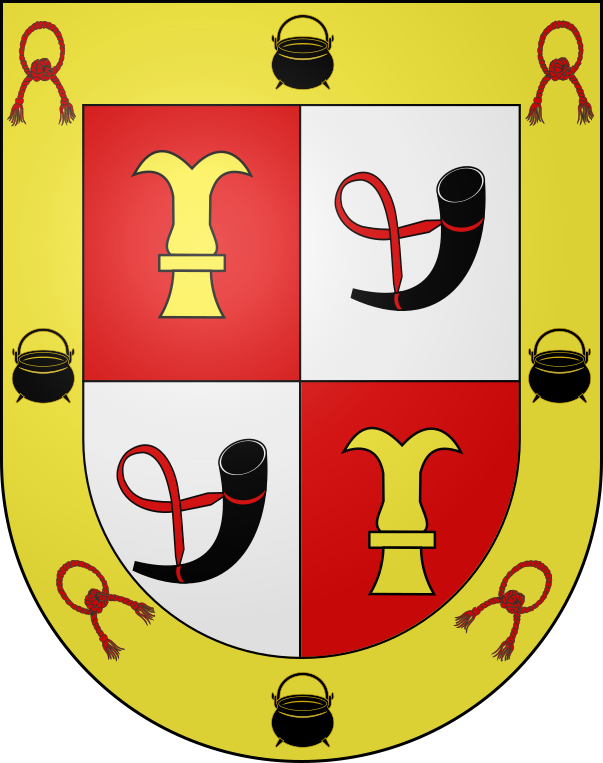
Armas de los Rocafull

Guillem tuvo dos hermanos: Nofre, que participó en la guerra de Alemania, donde murió en 1547, y Jean, caballero de la Orden de Montesa. De Guillem procede su hijo Francisco, canónigo y capiscol de la iglesia de Valencia. Hombre de letras, murió en 1606.

## Biografía

### Primeros años de su carrera político-militar
Desde 1544 fue gobernador de Alicante. Entre 1548 y 1553, fue gobernador general de Orihuela en nombre del rey Carlos V, a quien sirvió con gran distinción. Posteriormente fue nombrado Gobernador de Menorca, cargo que desempeñó de 1553 a 1558. Destacó por su conocimiento de las defensas militares y por su capacidad para llevar a buen término proyectos de fortificación. Fue durante este periodo cuando intervino en las obras del castillo de San Felipe, situado en la bocana del puerto de Mahón.

### Virrey de Mallorca

#### Inicios y primeras obras
De temperamento fuerte y dominante, fue nombrado virrey de Mallorca el 26 de julio de 1557 por el rey Felipe II. Durante este periodo, trató de reprimir a los aristócratas locales que intentaban imponer su autoridad en la isla.
Dom Guillem de Rocafull asumió el cargo en un contexto de guerra con los otomanos.

#### Primeras incursiones en Alcúdia y Ciudadela
El 18 de mayo de 1558, Guillem de Rocafull, que por entonces era conocido como un gentilhombre, muy valiente y altamente cualificado en el arte militar, fue avisado de la llegada de seis navíos corsarios cerca del lugar conocido como Pinar Major. En respuesta, ordenó a los comandantes de Selva, Inca y Alcudia que se preparasen para la batalla con 100 hombres para el primero y 200 para los otros dos. Al día siguiente, el destacamento se dirigió a la zona indicada para tender una emboscada, pero unos exploradores desde sus barcos los avistaron, por lo que 700 bárbaros desembarcaron para descubrir a los soldados cristianos y atraerlos a las playas, al alcance de sus cañones. A pesar de los temores de algunos soldados, Guillem siguió el consejo de Felipe Fuster, comandante de la ciudad de Inca, y salió en persecución de los moros, haciéndolos retroceder. Expuesto a la artillería enemiga de los corsarios, el ejército mallorquín perdió 70 hombres, entre ellos Hugues de Pachs, comandante de Alcudia, pero logró capturar a 150 moros, obligando a los demás a huir. En la batalla, Fuster recibió más de 11 heridas

#### Batalla de Sóller

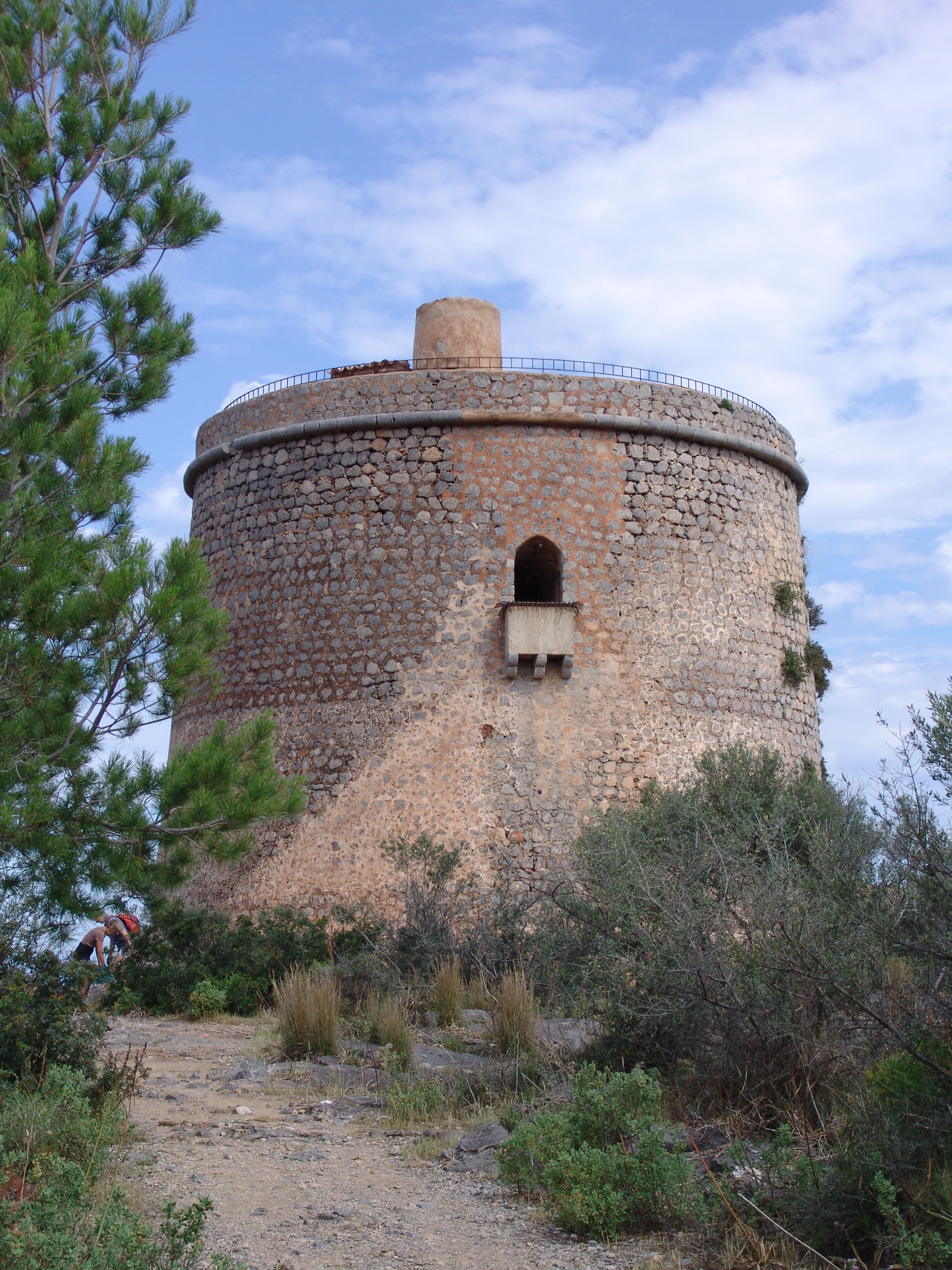
Torre del Puerto de Soller

Dos años después de las primeras incursiones, los cautivos que habían escapado de Argel informaron de que una flota se dirigía a la ciudad de Sóller. Don Guillem redobló la guardia de la ciudad y se preparó para un nuevo enfrentamiento.
Procedente del norte de África y dirigida por el corsario renegado Ochalic, la flota de 22 navíos fue avistada por primera vez el 10 de mayo de 1561. Se dio orden de reforzar las defensas de la ciudad de Sóller y de que los comandantes de las villas marítimas se preparasen para la batalla. A los comandantes de Alaró, Bunnola y Santa María se les encomendó reunir un ejército para apoyar a Sóller. Sin embargo, los refuerzos esperados no estuvieron a la altura de las expectativas, ya que el tiempo apremiaba y los oficiales interesados fueron incapaces de encontrar suficientes hombres, que se dispersaron por los campos durante la primavera.
Michel Angelats, comandante militar de Sóller en aquel momento, contó con la ayuda de Bayle Pierre Canals. Sus primeras decisiones fueron enviar algunas tropas de refuerzo a Santa Catalina del Puerto y reunir el resto de las fuerzas en la ciudad. El 10 de mayo por la noche, las tropas abandonan la ciudad y toman posiciones en el puerto, a la espera del desembarco.
El domingo 11 de mayo, hacia las 4 de la madrugada, la flota turca fue avistada, pero tomó la dirección de Deiá para evitar la fortaleza y los soldados allí apostados. Durante la noche, la flota se acercó sin ser detectada. Sólo gracias a Bartolomé Valls, cristiano nacido en la isla y esclavo de los turcos, se dio la alerta. Empezó a gritar a los centinelas, cuya presencia conocía. Los soldados alertaron a la ciudad descargando sus arcabuces, pero no pudieron impedir el desembarco de los 1.700 moros. Los turcos formaron entonces dos cuerpos. El primero, de mil hombres, estaba comandado por Isus Arráez y se dirigió hacia la ciudad. Fue rápidamente detenido por los soldados cristianos de Angelats, reunidos en el puerto. El segundo cuerpo consiguió entrar en Soller y saquearlo, a pesar de la fuerte resistencia de los habitantes. Dos sacerdotes, Gaspard Miro y Guillaume Rotger, intentaron en vano salvar la iglesia: lo único que pudieron hacer fue proteger el Santísimo Sacramento. La batalla entre las tropas de los Angelats y las de Isus no pudo evitarse en la llanura de Occa, a pesar de algunas deserciones cristianas que huyeron para proteger a sus familias de los moros que habían entrado en la ciudad. En una carga desesperada, los cristianos rompieron las líneas bárbaras, dejando a los turcos en desbandada. En su debacle, más de 500 corsarios perecieron frente a dos cristianos. El líder turco, Isis, también murió atravesado por una lanza.
Las tropas victoriosas marcharon hacia la ciudad para rescatar a sus familiares. Los saqueadores, cargados de riquezas y prisioneros, abandonaron la ciudad para unirse a sus barcos, que se habían cruzado con el ejército cristiano. Se entabló una feroz batalla en la que resultaron heridos 400 moros. El resto de las fuerzas turcas fueron derrotadas. El botín y los cautivos fueron abandonados en el campo de batalla. De regreso a la ciudad, los vencedores se encontraron con el virrey Guillem de Rocafull, que había llegado apresuradamente con su ejército. Rocafull, aplaudido por los lugareños, ordenó construir una torre en el mismo lugar donde habían desembarcado los moros. En memoria de esta batalla se construyó la iglesia de Nuestra Señora de la Victoria.

#### Fortificaciones en la isla
En 1560, Don Guillem de Rocafull encarga al ingeniero italiano Giovanni Battista Calvi la fortificación de la ciudad de Mallorca. También ordenó mejorar las defensas de Sóller, Pollensa, Andrach, Calviá, Puigpuñent, Valldemosa, Llucmayor, Campos, Santañí y Alcudia.
Ese mismo año, el rey Felipe II le encargó rescatar al obispo electo de Mallorca, Diego de Arnedo, que había sido hecho prisionero por los musulmanes durante la batalla de Los Gelves (1560).
En agradecimiento a sus servicios, el monarca le concedió un hábito de la Orden de Calatrava y posteriormente el título de Comendador de la Alcolea. Fue sustituido por Juan de Urriés en 1564.

### Papel en el norte de África
En 1564, fue uno de los caballeros que participaron en la toma del Peñón de Vélez de la Gomera. A las órdenes de García Álvarez de Toledo, se unió a la flota de 93 galeras y 60 navíos para derrotar a los piratas turcos.
Terminó su carrera en 1571 como general en La Goleta, entonces en posesión española.

## Posteridad
Para conmemorar las batallas contra los moros, los habitantes de Sóller celebran cada año la fiesta del Es Firo, una de las más populares de Mallorca, que tiene lugar en la segunda semana de mayo. El universo histórico de las distintas batallas es recreado durante un día por los vecinos del pueblo.